# Dactyloplusia
Dactyloplusia is een geslacht van vlinders van de familie uilen (Noctuidae), uit de onderfamilie Plusiinae.

## Soorten
- D. impulsa Walker, 1865
- D. mutans Walker, 1865